# Experiência da gota de óleo
O experimento de Millikan ou experiência da gota de óleo foi um importante experimento científico que permitiu determinar a carga elétrica do elétron. A experiência foi realizada pela primeira vez pelo físico estadunidense que dá nome ao experimento, Robert Andrews Millikan, juntamente do também físico norteamericano Harvey Fletcher em 1909. Millikan posteriormente aperfeiçoou os procedimentos utilizados em 1913, e veio a ser laureado com o Prêmio Nobel de Física em 1923 por suas contribuições.
O experimento consistiu essencialmente em deixar cair gotas de óleo, utilizando um pulverizador, em uma câmara com campo elétrico. Algumas das gotas foram carregadas eletricamente por raios X incidentes e, ao aplicar um campo elétrico adequado, foi possível equilibrar a força peso e impedir sua queda. Medindo a intensidade do campo elétrico necessário para neutralizar a força da gravidade e conhecendo a massa das gotas (que pode ser inferida medindo a respectiva velocidade de queda livre no ar), Millikan observou que os valores das cargas elétricas das gotas sempre eram múltiplos inteiros de uma quantidade fixa, a carga do elétron. O valor obtido foi e = 1,592 4(17)×10−19 C, apenas 0,62% menor que o valor aceito atualmente de e = 1,602 176 565 (35)×10−19 C.
Uma versão desse experimento foi posteriormente usada para procurar quarks livres (os quais, se existirem, devem ter carga de (1/3) e- (um terço da carga elementar), mas não houve sucesso. Teorias atuais sobre quarks predizem que eles são fortemente ligados entre si e por isso não devem ser encontrados livres na natureza. Até o momento não há nenhuma evidência experimental de detecção partículas carregadas com valores fracionários de e-.

## Antecedentes
|                           |  |                        |
| Robert A. Millikan (1923) |  | Harvey Fletcher (1914) |

Em 1896, o físico britânico Joseph John Thomson realizou uma série de experimentos que indicaram que os raios catódicos eram de fato partículas individuais e não ondas, átomos ou moléculas, como se acreditava anteriormente. Thomson fez boas estimativas tanto da carga do elétron quanto de sua massa, e descobriu que as partículas dos raios catódicos – as quais ele denominou de corpúsculos – teriam cerca de um milésimo da massa do íon mais leve conhecido, o íon hidrogênio. Ele também mostrou que a razão carga/massa independia do material do qual o cátodo era composto.
Uma vez determinada a relação carga/massa, o próximo passo natural tornou-se determinar, de maneira separada, a massa e a carga do elétron. A primeira determinação da carga do elétron deve-se ao físico inglês John Sealy Townsend, aluno de Thomson, que publicou seu resultado em 1897. Seu experimento consistia em medir duas grandezas: a carga total de uma nuvem de vapor de água, formada pela expansão de um gás ionizado; e o número de gotas na nuvem. A hipótese utilizada era a de que cada gota havia se condensado em único íon. Assim descobriu-se que dividindo a carga total pelo número de gotas (igual ao número de íons) resultaria no valor da carga de uma delas. O valor obtido por Townsend difere por um fator de 2 do valor aceito atualmente.
Esse método foi modificado pelo próprio Thomson e pelo físico Harold Albert Wilson. Wilson adicionou placas acima e abaixo da nuvem de modo que pudesse carregá-las eletricamente e produzir um campo elétrico uniforme vertical no espaço ocupado pela nuvem. Ele mediu a velocidade de queda da nuvem com e sem o campo elétrico e foi capaz de calcular o valor da carga a partir da equação de força, supondo válida a lei de Stokes.
O físico estadunidense Robert Andrews Millikan interessou-se pelo problema da determinação da carga do elétron durante uma estada de um ano na Europa em 1895. Em outubro, ele assistiu a uma série de palestras em Berlim sobre física teórica ministradas por Max Planck em relação aos raios catódicos. Ao retornar aos Estados Unidos, passou a trabalhar como assistente de Albert Abraham Michelson, na Universidade de Chicago. No ano seguinte, Thomson determinou a natureza corpuscular dos raios catódicos. Em 1906, Millikan decidiu melhorar o método de Wilson usando baterias mais potentes, de 1600-3000 V, para produzir um campo elétrico mais intenso entre as placas separadas por 5 mm. Trabalhando com seu aluno de doutorado, Louis Begeman, os dois obtiveram valores mais precisos (Begeman obteve o valor 1,557·10-19 C em sua tese de doutorado).

## Experimento
| |  |  |
| Esquerda: Diagrama do aparelho. A representa o atomizador, B a bateria elétrica, C os interruptores, D é a câmara de atomização, G é o recipiente com o óleo do motor, M e N são as placas do condensador entre as quais o campo elétrico é criado, X é a fonte de raios X, g são duas janelas de vidro, m é um manômetro, a é o microscópio e w e d são água e uma solução de cloreto de cobre (II) para absorver os raios X na saída. Direita: Foto do dispositivo. |  |  |

Em 1909, Harvey Fletcher iniciou seu doutorado com Millikan, cuja proposta de tese era a execução do experimento para determinar a carga do elétron. Observando que as gotas d'água evaporavam em menos de dois segundos, Fletcher propôs a utilização de uma outra substância, como mercúrio, óleo, entre outros. Millikan discordou, mas aceitou porque era a tese de doutorado de Fletcher. A partir dessa decisão, Fletcher projetou uma nova câmara para realizar as medições com gotas de óleo leve, do tipo utilizado na lubrificação de relógios.
Terminada a experiência, Fletcher redigiu o artigo que ele e Millikan teriam de assinar. Mas Millikan quis assiná-lo como único autor, embora citando Fletcher como colaborador. As regras da Universidade de Chicago impediam que artigos assinados por mais de um autor fizessem parte da tese de doutorado de um deles. Desse modo, Fletcher teve de mudar suas teses e apresentar um trabalho sobre movimento browniano, enquanto Millikan ficou com a autoria do experimento da gota de óleo.

### Equipamento utilizado
O aparelho era composto por três câmaras. A mais externa continha as outras duas e era preenchida por 40 L de óleo de motor para manter a temperatura constante entre as outras duas com flutuações limitadas a 0,02 °C. A mais interna consistia em duas placas circulares de latão de 22 cm de diâmetro colocadas horizontalmente uma sobre a outra e separadas por 1,6 cm. A superior tinha um pequeno orifício no centro e era carregada positivamente (+); a inferior não tinha orifício e era carregada negativamente (–). Entre estas placas era possível criar um campo elétrico uniforme, direcionado para baixo ou para cima, de intensidade entre 3 e 8 kV/cm (300 000 - 800 000 N/C). As placas foram separadas por três pequenos pedaços de ebonite, e todo o espaço foi fechado com uma fita de ebonite, isolando a câmara entre as placas do ambiente externo. Nessa faixa de ebonite havia três janelas de vidro quadradas, com 1,5 cm de lado cada, localizadas a 0°, 165° e 180°. Um feixe de luz estreito, produzido por uma lâmpada de arco, entrava pela primeira janela e saía pela última. A outra janela a 165º foi utilizada para observar, com o auxílio de um pequeno microscópio localizado a 61 cm, o interior da câmara.
Um pulverizador, como aqueles usados em frascos de perfume, produzia pequenas gotas de óleo no topo de outra câmara que continha a câmara descrita. As gotas caíram devido ao efeito do gravidade, e algumas delas passaram pelo pequeno orifício na placa superior. Ao observar a entrada de uma gota, o orifício era fechado para evitar correntes de ar. A gota então continuava, agora dentro da câmara, o seu caminho de queda até o solo. Uma fonte de radiação, raios X ou rádio (emissor de raios β e γ), entrando pela mesma janela pela qual a luz entrou, permitia que as moléculas do ar (nitrogênio ou oxigênio) fossem ionizadas e os íons, cátions ou elétrons, eram absorvidos pela gota de óleo.

### Técnica empregada

Diagrama ilustrando o método utilizado: as gotas são borrifadas e caem, uma a uma, na região entre duas placas com diferença de potencial (manipulável) da ordem de quilovolt (kV), onde seu movimento é observado por um microscópio.

A queda das gotas de óleo no ar é descrita pela lei de Stokes, a qual afirma que a velocidade de queda {\textstyle v_{q}} é dependente da viscosidade do meio {\textstyle \eta }, neste caso o ar. Essa velocidade pode ser determinada dividindo a distância percorrida {\textstyle d} pelo tempo de queda {\textstyle t_{q}}.
Quando o ar é ionizado, as gotículas absorvem elétrons. Na ausência de um campo elétrico, elas continuam a cair na mesma velocidade, pois as massas dos elétrons são muito pequenas. Contudo, produzindo um campo elétrico entre as placas é possível parar a queda de uma gota, ao igualar a força da gravidade e a força eletrostática. Por outro lado, se a intensidade do campo elétrico for maior que a necessária para o equilíbrio, pode-se fazer com que elas subam; tal subida, devido a outra característica da lei de Stokes, é um movimento em velocidade constante. Também é possível fazer com que a mesma gota suba e desça até atingir uma das placas e, assim, realizar uma série de medições com a mesma gota.
Um dos destaques da pesquisa de Millikan é que as gotículas foram carregadas com um número indeterminado de elétrons, que ele não era capaz de calcular com a medição de apenas uma gota. Após diversas medições, ele obtivera diferentes valores de carga elétrica {\textstyle q}, interpretando corretamente que a carga elementar {\textstyle e} era a carga do elétron, e que deveria ser o máximo divisor comum de todas as cargas calculadas, ou seja, toda carga poderia ser escrita como {\textstyle q=ne} para algum número inteiro {\textstyle n}.

### Dinâmica das gotas
Millikan partiu da lei de Stokes para relacionar a carga {\displaystyle q} das gotículas de óleo à sua velocidade de queda {\textstyle v_{q}}. George Gabriel Stokes determinou a força de atrito {\textstyle F_{d}} de corpos esféricos caindo em um meio viscoso com a velocidade do movimento {\displaystyle v}. Tal força se opõe ao movimento e cresce à medida que aumentam a velocidade, as dimensões do corpo e a viscosidade do meio. A lei de força correspondente é escrita como:
{\displaystyle F_{d}=6\pi a\eta v.} Nessa expressão, {\displaystyle a} é o raio da esfera em queda e {\displaystyle \eta } é a viscosidade.
Millikan fez uma correção nesta equação porque suas gotas eram muito pequenas, de modo que o atrito com o ar fosse menor que o prescrito por essa lei, já que durante uma fração de tempo as gotas, devido às suas pequenas dimensões, caem no vácuo. A equação de Stokes é correta para esferas maiores que 0,1 cm. A correção feita por Millikan é parametrizada e escrita por:
{\displaystyle F_{d}={\frac {6\pi a\eta v}{1+\alpha (L/a)}}={\frac {6\pi a\eta }{1+\alpha (L/a)}}v=bv.}
Nesta equação, {\displaystyle \alpha =0,817} e {\textstyle L} é o caminho médio percorrido pelas gotas.
| |  |                                                                                                  |
| Durante a queda, um corpo fica sujeito a duas forças, gravitacional e de atrito de Stokes. Quando elas se igualam, sua aceleração torna-se zero e sua velocidade constante. |  | Diagrama com as forças envolvidas quando a gota de óleo sobe devido ao efeito do campo elétrico. |

Quando não há campo elétrico, a gota cai devido ao efeito do campo gravitacional da Terra, que a acelera em direção ao solo, e é desacelerada pelo efeito da força de atrito de Stokes. Como a força de Stokes é proporcional à velocidade ({\textstyle F_{d}=bv}), seu módulo aumenta até ficar igual ao módulo da força gravitacional {\textstyle F_{g}=mg}, o que faz com que a esfera acelere até atingir uma velocidade terminal constante de queda {\textstyle v_{q}}:
{\displaystyle bv_{q}=mg.}
Na presença de um campo elétrico {\textstyle E} que faça a gota subir à velocidade constante {\textstyle v_{s}}, torna-se necessário que a força de Coulomb que a faz subir, {\textstyle F_{C}=qE}, seja igual à soma das forças que se opõem a essa subida, ou seja, à soma do peso {\textstyle mg} e da força de atrito de Stokes, neste caso {\textstyle F_{d}=bv_{s}}:
{\displaystyle qE=mg+bv_{s}.}
Assim, a velocidade de subida nesta situação é:
{\displaystyle v_{s}={\frac {qE-mg}{b}}.}
Isolando a constante {\textstyle b} da primeira equação e substituindo na última resulta:
{\displaystyle v_{s}={\frac {qE-mg}{mg/v_{q}}}.}
Em seguida, isolando a carga elétrica {\displaystyle q} da gota e escrevendo-a como função dos tempos de queda, {\displaystyle t_{q}}, e de subida, {\displaystyle t_{s}}, fica-se com:
{\displaystyle q={\frac {mg}{E}}{\frac {v_{q}+v_{s}}{v_{q}}}={\frac {mgt_{q}}{E}}\left({\frac {1}{t_{q}}}+{\frac {1}{t_{s}}}\right).}

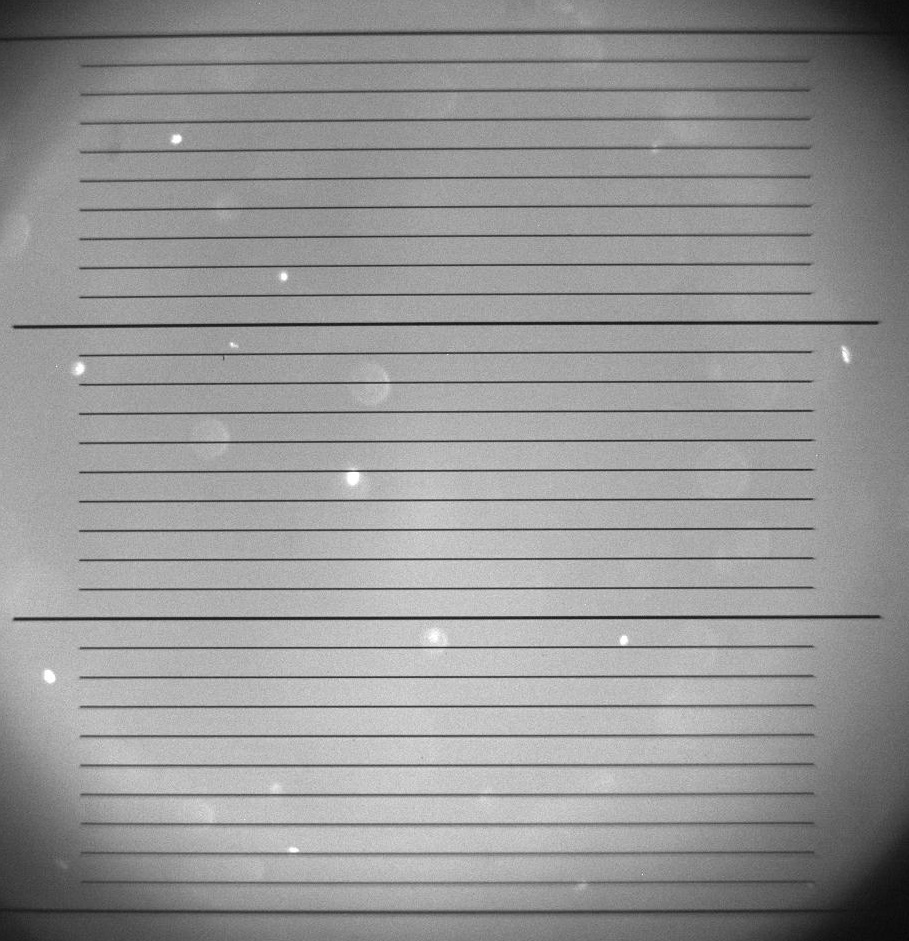
Gotículas de óleo observadas com o microscópio.

No caso de queda sem campo elétrico e desconsiderando a correção de Millikan para a lei de Stokes, pode-se deduzir a massa {\displaystyle m} e o raio {\textstyle a} da gota a partir da velocidade de queda {\textstyle v_{q}=d/t_{q}}, que por sua vez é obtida fazendo a razão entre a distância percorrida {\textstyle d} e o tempo {\textstyle t_{q}} necessário para percorrê-la. Para isso, comparam-se duas expressões para a massa; a primeira é dada pela igualdade {\textstyle F_{d}=F_{g}} quando a partícula alcança a velocidade terminal {\textstyle v_{q}}:
{\displaystyle 6\pi a\eta v_{q}=mg\quad \longrightarrow \quad m={\frac {6\pi a\eta v_{q}}{g}}.}
A segunda decorre de que a massa da gota {\textstyle m} também pode ser relacionada à densidade do óleo {\displaystyle \rho } e ao seu volume {\displaystyle V}. Considerando a gota como uma esfera, podemos definir o raio {\textstyle a}, de modo que:
{\displaystyle m=\rho V=\rho {\frac {4}{3}}\pi a^{3}.}
Pode-se então calcular o raio igualando as duas expressões da massa e exprimindo-o como função de parâmetros conhecidos:
{\displaystyle \rho {\frac {4}{3}}\pi a^{3}={\frac {6\pi a\eta v_{q}}{g}}\quad \longrightarrow \quad a={\sqrt {\frac {18\eta v_{q}}{4g\rho }}}={\sqrt {\frac {9\eta v_{q}}{2g\rho }}}.}
Em seguida, para calcular a massa, substitui-se tal expressão para o raio naquela que relaciona massa, densidade e volume, resultando em:
{\displaystyle m=\rho {\frac {4}{3}}\pi \left({\frac {9\eta v_{q}}{2g\rho }}\right)^{\frac {3}{2}}={\frac {4}{3}}\pi \left({\frac {9\eta v_{q}}{2g}}\right)^{\frac {3}{2}}\left({\frac {1}{\rho }}\right)^{\frac {1}{2}}.}
Substituindo {\textstyle m} na expressão para a carga {\textstyle q}, obtém-se:
{\displaystyle q={\frac {mg}{E}}{\frac {v_{q}+v_{s}}{v_{q}}}={\frac {4}{3}}\pi \left({\frac {9\eta v_{q}}{2g}}\right)^{\frac {3}{2}}\left({\frac {1}{\rho }}\right)^{\frac {1}{2}}{\frac {g}{E}}{\frac {v_{q}+v_{s}}{v_{q}}}.}
Por fim, simplificando a expressão, a carga {\textstyle q} fica expressa a partir dos valores medidos pelo experimento:
{\displaystyle q={\frac {4}{3}}\pi \left({\frac {9\eta }{2}}\right)^{\frac {3}{2}}\left({\frac {1}{g\rho }}\right)^{\frac {1}{2}}{\frac {\left(v_{q}+v_{s}\right)v_{q}^{1/2}}{E}}.}
Os valores utilizados no experimento de Millikan eram: viscosidade do ar {\textstyle \eta =1,83\times 10^{-5}\;kg/m\cdot s}; densidade do óleo {\textstyle \rho =858\;kg/m^{3}}; distância percorrida em queda livre {\textstyle d=0,600\;cm}; tempo de queda {\textstyle t_{q}=21\;s}. Aplicando as fórmulas anteriores, obtém-se os valores para a massa e para o raio das gotas: {\textstyle m=1,67\times 10^{-14}\;kg} e {\displaystyle a=1,67\times 10^{-6}\;m=1,67\;\mu m}.

### Valor da carga elementare
Millikan também introduziu a correção decorrente de a gota de óleo estar imersa em um fluido, o ar, o que faz sofrer um empuxo para cima devido ao princípio de Arquimedes. Tal correção se manifesta em um termo adicional na segunda lei de Newton, que pode então ser interpretado na fórmula final como uma correção devido ao peso aparente:
{\displaystyle mg-\rho _{ar}Vg=\rho Vg-\rho _{ar}Vg=\left(\rho -\rho _{ar}\right)Vg.}
Obtém-se então a fórmula utilizada por Millikan, substituindo a densidade {\textstyle \rho } do óleo por {\textstyle \rho -\rho _{ar}}:
{\displaystyle q={\frac {4}{3}}\pi \left({\frac {9\eta }{2}}\right)^{\frac {3}{2}}\left({\frac {1}{g(\rho -\rho _{ar})}}\right)^{\frac {1}{2}}{\frac {\left(v_{q}+v_{s}\right)v_{q}^{1/2}}{E}}.}
O valor obtido nos experimentos iniciais realizados por Millikan e Fletcher em 1911 foi de e = 4,891×10–10 Fr = 1,631×10–19 C, que corresponde a uma diferença de 4,8% do valor atualmente aceito. Com as melhorias técnicas introduzidas por Millikan posteriormente, obteve-se, em 1913, um valor de e = 4,774 ± 0,009×10–10 Fr = 1,592 ± 0,003×10–19 C, apenas 0,62% menor que o valor atual de e = 1,602 176 565 (35)×10−19 C.

## Repercussão

### "Batalha pelo elétron"

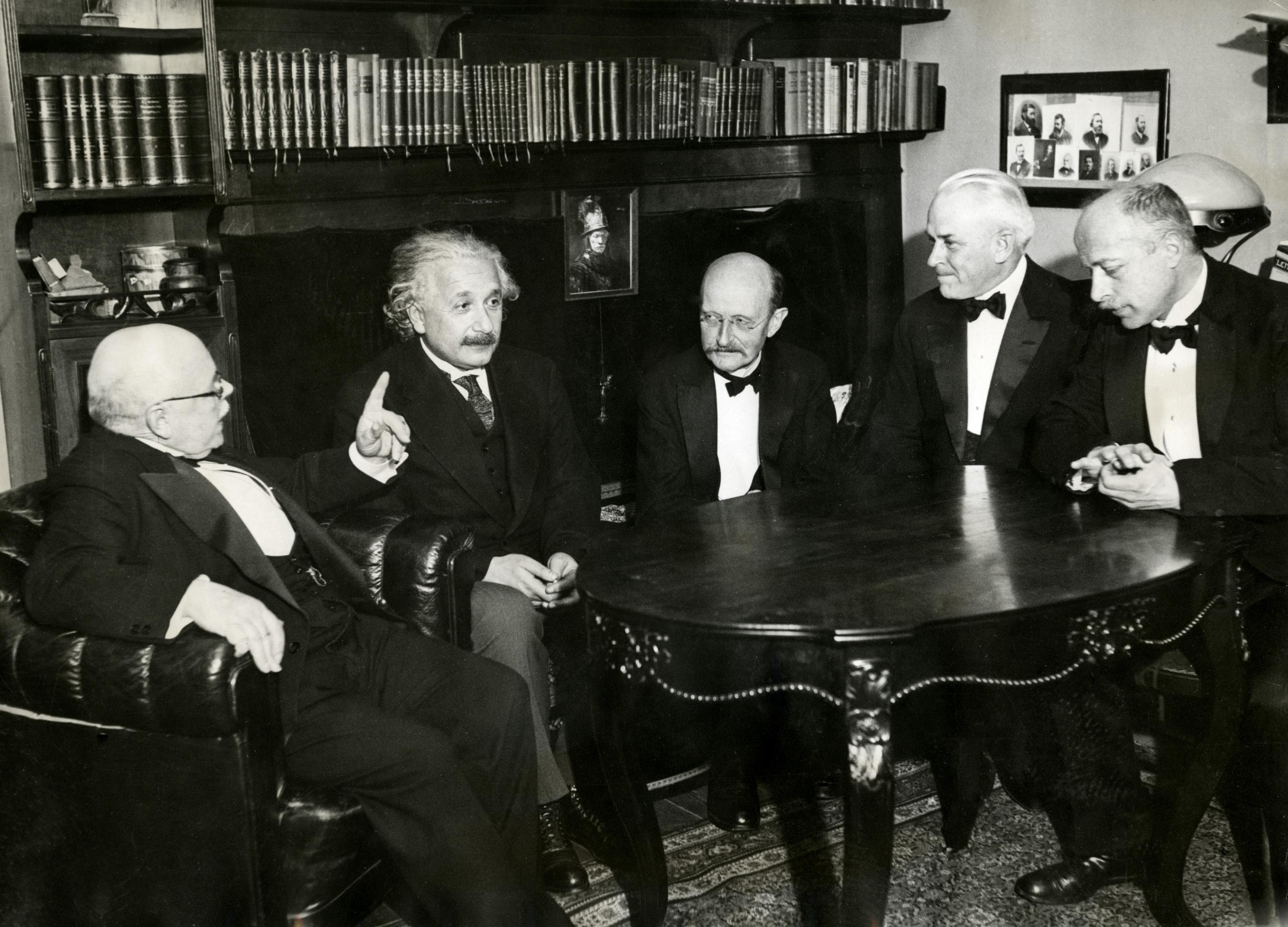
Da esquerda para a direita: Nernst, Einstein, Planck, Millikan e von Laue em 1931.

Na primavera de 1910, iniciou-se a chamada "Batalha pelo Elétron" entre Millikan e um físico da Universidade de Viena, Felix Ehrenhaft. No mesmo ano, Ehrenhaft havia publicado algumas medições da carga elementar feitas com um experimento semelhante ao de Millikan, mas que utilizava partículas metálicas, afirmando também a existência de uma distribuição de cargas menores que a do elétron. Nos anos seguintes, ele e seus alunos continuaram a publicar artigos indicando a existência de tais cargas, denominando-as subelétrons.
Tais alegações despertaram o interesse de alguns dos mais notórios físicos da época, como (Max Planck, Jean Perrin, Albert Einstein, Arnold Sommerfeld, Max Born e Erwin Schrödinger). Para ratificar as conclusões de seu experimento, Millikan aprimorou sua técnica e fez novas medições mais precisas que confirmaram que a carga do elétron era a carga elementar, levando à publicação de um novo artigo em 1913, no qual ele também calculou a constante de Avogadro. Além disso, em 1916, ele publicou um extenso artigo detalhando uma série de erros cometidos no procedimento experimental usado por Ehrenhaft. Posteriormente, a comunidade científica formou consenso a favor de Millikan (Warburg, Rubens, Wien, Perrin e Einstein já o tinham feito na Conferência de Solvay de 1911), fazendo com que ele fosse regularmente nomeado para o Nobel de Física desde 1916, até ser finalmente agraciado com o prêmio em 1923 por seu trabalho na determinação da carga elétrica elementar e no efeito fotoelétrico.

### Alegações de fraude

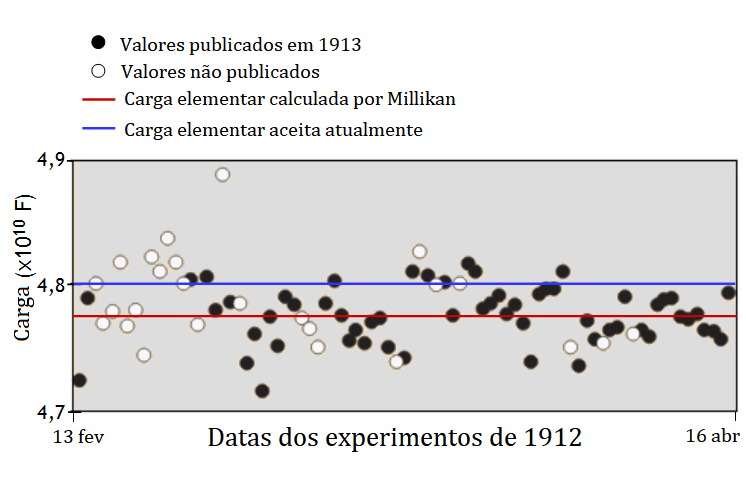
Dados experimentais de Millikan de 1912. Inclui os valores publicados em 1913 e os valores descartados para publicação.

Analisando os cadernos de laboratório de Millikan em 1978, o físico Gerald Holton apontou que, apesar de indicar em seu artigo de 1913 que todas as gotas para as quais houve medição durante as 9 semanas de duração do experimento (58 medidas entre 13 de fevereiro e 16 de abril de 1912) teriam sido utilizadas em sua análise, suas anotações continham cerca de 100 gotas. Holton sugeriu que esses dados foram omitidos sem razão aparente, insinuando que Millikan os teria manipulado. Tal asserção foi contestada por Allan Franklin, um físico experimental de altas energias e filósofo da ciência na Universidade do Colorado. Franklin argumentou que os dados excluídos não afetavam substancialmente o valor final de e, mas que sim reduziam o erro estatístico desse valor; o erro relativo da medida de e encontrado e publicado por Millikan foi de 0,5%, enquanto que teria sido de 2% caso tivesse incluído os dados descartados. Mesmo que este último valor de incerteza fosse menor do que em qualquer medida da carga elementar feita até então, poderia ter levado a mais questionamentos sobre a validade das conclusões do experimento na comunidade de física.
Enquanto Franklin restringiu seu apoio à medição de Millikan concedendo que os dados poderiam ter sido "cosmeticamente" alterados, David Goodstein investigou os cadernos originais de Millikan, concluindo que ele afirma categoricamente neles, assim como nos relatórios finais, que incluiu somente gotas para as quais houve uma "série completa de observações" e que não foi excluída qualquer gota que não satisfizesse as condições de descarte. Das gotas excluídas, para 25 delas abortou-se o experimento antes de conclui-lo, não completando a coleta de dados; para as outras 17, considerou-se que houve fatores específicos que poderiam acarretar erros na medição: gotas muito grandes, bloqueio do manômetro por uma bolha de ar, interferência nas correntes de convecção, erros de cronômetro ou mau funcionamento do pulverizador.

### Exemplo de viés de confirmação
Em um discurso de formatura no Instituto de Tecnologia da Califórnia (Caltech) em 1974 (posteriormente impresso em Surely You're Joking, Mr. Feynman! em 1985, bem como em The Pleasure of Finding Things Out em 1999), o físico Richard Feynman destacou:
Nós aprendemos muito com a experiência sobre como lidar com as maneiras pelas quais nós mesmos nos enganamos. Um exemplo: Millikan mediu a carga em um elétron por um experimento com gotas cadentes de óleo, e conseguiu a resposta que nós hoje sabemos não estar bem correta. Está um pouco errada porque ele usou o valor incorreto para a viscosidade do ar. É interessante analisar a história das medições da carga de um elétron depois de Millikan. Se você coloca-las em um gráfico como função do tempo, você descobre que uma é um pouco maior que a de Millikan, e que a próxima é um pouco maior que essa, e que a próxima é um pouco maior que essa, até que finalmente elas param em um número que é maior [ainda].

Por que não descobriram que o novo número era maior desde já? É uma coisa da qual os cientistas têm vergonha — esta história — porque é visível que as pessoas fizeram coisas como esta: quando conseguiam um número que era demasiado maior que o de Millikan, pensavam que algo devia estar errado — e então procuravam e encontravam uma razão pela qual algo poderia estar errado. Quando chegavam a um número próximo ao valor de Millikan, não procuravam tanto. E então eliminavam os números que estavam longe demais, e faziam outras coisas assim...
Desde maio de 2019, o valor da carga elementar é definido como sendo exatamente 1,602 176 634 × 10−19 C. Antes disso, o valor mais recente (2014) aceito pela comunidade era 1,6021766208(98) × 10−19 C, onde (98) indica a incerteza das últimas duas casas decimais. Em sua palestra do prêmio Nobel, Millikan apresentou sua medida como sendo 4,774(5) × 10−10 statC, que equivale a 1,5924(17) × 10−19 C. A diferença é menor que 1%, mas é seis vezes maior que o desvio padrão de Millikan, tornando a discordância significativa.
Utilizando um experimento de raio X, Erik Bäcklin encontrou um valor maior em 1928 para a carga elementar, (4,793 ± 0,015)×10−10 statC ou (1,5987 ± 0.005)× 10−19 C, que estava dentro da incerteza do valor exato. Raymond Thayer Birge, fazendo uma revisão das constantes físicas em 1929, afirmou: "A investigação de Bäcklin constitui um trabalho pioneiro, e é muito provável, como tal, que contenha várias fontes insuspeitas de erro sistemático. Se [... for ...] ponderada em acordo com o erro provável aparente [...], a média ponderada ainda será suspeitosamente alta. [...] o autor finalmente decidiu rejeitar o valor de Bäcklin, e usar a média ponderada dos dois valores restantes." Birge fez a média do valor de Millikan e de um experimento de raio X diferente e menos preciso que concordava com o resultado de Millikan. Experimentos sucessivos de raios X continuaram a resultar em valores maiores, e propostas para as discrepâncias eram desconsideradas experimentalmente. Sten von Friesen mediu o valor com um novo método de difração de elétrons, enquanto que o experimento da gota de óleo fora refeito. Ambos resultaram em valores maiores. Em 1937, havia se tornado evidente que o valor de Millikan não poderia ser mantido como o padrão, e o valor consagrado tornou-se (4,800 ± 0,005)×10−10 statC ou (1,6011 ± 0.0017)×10−19 C.